# Hem a
A hem a hem, porfinból álló, vassal kelátot képző koordinációs komplex. A hem a biomolekula, és számos élőlény előállítja. Oldatban gyakran dikroizmust mutat – zöld vagy vörös. A hemoglobint alkotó hem b-hez hasonló szerkezetű.

## Kapcsolata más hemekkel
A hem a a hem b-től a 8. helyzetű metilcsoport helyén lévő formilcsoportban és a hidroxietilfarnezilcsoportban tér el, mely a 2. helyzetű atom vinil oldalláncához csatlakozik. Hasonlít továbbá a hem o-hoz a 2. helyzetű farnezilcsoportban, de a hem O-n nem formil-, hanem metilcsoport van. A hem a szerkezetét a redukált (Fe(II)) hemen végzett NMR- és IR-kísérletek alapján 1975-ben határozták meg. Ezt a vasmentes változat dimetil-észterének előállításával erősítették meg.

## Története
A hem a-t először a német Otto Heinrich Warburg izolálta 1951-ben, ő mutatta ki, hogy a citokróm c-oxidáz aktív komponense a hem a.

## Sztereokémia
A hidroxilcsoporthoz kapcsolódó szén, az I. gyűrű 3. helyzetű atomja királis központ, ennek konfigurációja S.
A hem b-hez hasonlóan a hem a gyakran a vas és egy aminosav oldallánc koordinációs kötésével kapcsolódik az apoproteinhez. A citokróm c-oxidázban a hem az 5. liganduma hisztidin. Ez számos hemoproteinben, például a hemoglobinban és a mioglobinban is jelen van.
Hem a-tartalmú metalloprotein például a citokróm c-oxidáz. E fehérje két helyen tartalmaz hem a-t, ezek funkciója eltér. A citokróm a hem a-jában a vas koordinációs száma 6. A citokróm a3-ban lévő vas néha 5 atomhoz kapcsolódik, lehetővé téve, hogy a hatodik hely kétatomos oxigént kössön meg. Az enzimben továbbá 3 réz-, magnézium-, cink- és néhány kálium- és nátriumion van. A CCO két hem a-ja egymással, a rézzel és a hozzájuk közeli citokróm c-vel könnyen cserélnek elektront.
A formilcsoport és az izoprenoid oldallánc célja feltehetően az energiamegtartás az oxigénredukcióban. A CCO felel az oxigén redukciójáért a mitokondrium membránközi terébe való protonpumpálással. A formil- és a hidroxietilfarnezilcsoportok is feltehetően szerepet játszanak ebben Josikava S. és társai tanulmánya alapján.

## Fordítás
Ez a szócikk részben vagy egészben  a   Heme A című angol Wikipédia-szócikk ezen változatának fordításán alapul.  Az eredeti cikk szerkesztőit annak laptörténete sorolja fel. Ez a jelzés csupán a megfogalmazás eredetét és a szerzői jogokat jelzi, nem szolgál a cikkben szereplő információk forrásmegjelöléseként.